# Fredrick Patacchia
Fredrick Patacchia é um surfista profissional nascido no Oahu, Hawaii a 15 de dezembro de 1981. É conhecido, também, no mundo do surf como Freddy P.

## Carreira profissional
Patacchia já começou disputando nos campeonatos NSSA, onde conseguiu cinco vezes este título. Em 1997 entrou nas WQS, onde conseguiu duas vitórias no Sunset Xcel Pro Sunset, Oahu, em 2002 e 2004. Em 2005 deu o salto ao ASP World Tour, ano em que foi nomeado Rookie Of The Year (novato do ano). No WCT tem conseguido dois meritórios segundos postos, em Teahupoo e em Pipeline.
A sua posição mais alta no ranking do ASP World Tour rating foi 12º em 2006 e 2008. 2015 marca a sua 11ª temporada no tour.
O total de ganhos na sua carreira é de $931.250.

## Vitórias
Vitórias fora do Foster's ASP World Tour:
- 2004

- Sunset Xcel Pro Sunset, Oahu, Hawaii - Estados Unidos (ASP WQS)
- 2002

- Sunset Xcel Pro Sunset, Oahu, Hawaii - Estados Unidos (ASP WQS)